# Colotis
Colotis is een geslacht van vlinders uit de familie Pieridae (witjes).
Colotis werd in 1819 beschreven door Hübner.

## Soorten
Colotis omvat de volgende soorten:
- C. achine Stoll, 1781
- C. agoye (Wallengren, 1857)
- C. amata (Fabricius, 1775)
- C. amelia Lucas, 1852
- C. ankolensis Stoneham, 1940
- C. annae (Wallengren, 1857)
- C. ansorgei (Marshall, 1897)
- C. antevippe (Boisduval, 1836)
- C. antigone (Boisduval, 1836)
- C. aurigineus (Butler, 1883)
- C. aurora (Cramer, 1780)
- C. auxo Lucas, 1852
- C. bacchus Butler, 1888
- C. calais Cramer, 1775
- C. celimene (Lucas, 1852)
- C. contrasta Talbot, 1939
- C. cosmas Hulstaert, 1924
- C. chrysonome (Klug, 1829)
- C. daira (Klug, 1829)
- C. danae Fabricius, 1775
- C. decolor Talbot, 1939
- C. dissociatus (Butler, 1897)
- C. doubledayi (Hopffer, 1862)
- C. ducissa Dognin, 1891
- C. eborea (Stoll, 1781)
- C. elgonensis (Sharpe, 1891)
- C. ephyia (Klug, 1829)
- C. erone (Angas, 1849)
- C. etrida (Boisduval, 1836)
- C. eucharis Fabricius, 1775
- C. euippe Linnaeus, 1758
- C. eulimene (Klug, 1829)
- C. eunoma (Hopffer, 1855)
- C. eupompe (Klug, 1829)
- C. evagore (Klug, 1829) – Vals oranjetipje
- C. evanthe (Boisduval, 1836)
- C. evanthides (Holland, W, 1896)
- C. evanthoides (Holland, 1896)
- C. evarne (Klug, 1829)
- C. evenina (Wallengren, 1857)
- C. fallax (Wichgraf, 1913)
- C. fausta Olivier, 1804
- C. gaudens Butler, 1876
- C. guenei (Mabille, 1877)
- C. halimede (Klug, 1829)
- C. hanningtoni Butler, 1883
- C. hetaera (Gerstäcker, 1871)
- C. hildebrandti (Staudinger, 1884)
- C. ione Godart, 1819
- C. lais (Butler, 1876)
- C. liagore (Klug, 1829)
- C. lorti Sharpe, 1896
- C. lucasi (Grandidier, 1867)
- C. mananhari (Ward, 1870)
- C. mathieui Dufrane, 1947
- C. metagone Holland, 1896
- C. niveus Butler, 1881
- C. omphale (Godart, 1819)
- C. pallene (Hopffer, 1855)
- C. paradoxa Dufrane, 1947
- C. phisadia (Godart, 1819)
- C. pholoe (Wallengren, 1860)
- C. pleione (Klug, 1829)
- C. praeclarus Butler, 1885
- C. protomedia (Klug, 1829)
- C. protractus Butler, 1876
- C. puniceus Butler, 1888
- C. regina (Trimen, 1863)
- C. rogersi (Dixey, 1915)
- C. schuberti Suffert, 1904
- C. semiramis Grum-Grshimailo, 1902
- C. subfasciatus (Swainson, 1833)
- C. ungemachi (Le Cerf, 1922)
- C. venosa (Staudinger, 1884)
- C. venosus (Staudinger, 1885)
- C. vesta (Lucas, 1852)
- C. vestalis (Butler, 1876)
- C. vreuricki Dufrane, 1947
- C. walkeri Butler, 1884
- C. zoe (Grandidier, 1867)